# تيري سو وود
تيري سو وود (بالإنجليزية: Teri Sue Wood)‏ هي فنانة قصص مصورة أمريكية، ولدت في 21 أبريل 1965.